# قطب الدين اليونيني
قُطْبُ الدِّينِ أَبُو الْفَتْحِ مُوسَى بْنُ مُحَمَّدِ بْنِ أَحْمَدَ بْنِ عَبْدِ اللَّهِ بْنِ عِيسَى بْنِ أَحْمَدَ بْنِ مُحَمَّدٍ الْبَعْلَبَكِّيُّ الْيُونِينِيُّ الْحَنْبَلِيُّ ويُعرف اختصارًا بـ قطب الدين اليونيني أو أبو الفتح اليونيني (640 – 13 شوال 726هـ / 1242 - 1326م) هو مؤرخ ومحدِّث، نسبته إلى يونين من أعمال بعلبك، ومولده ووفاته بدمشق.

## ترجمته
هو موسى بن محمد بن أبي الحسين أحمد اليونيني البعلبكي، قطب الدين، أبو الفتح. سافر إلى الحج سنة 673 هـ.

## آثاره
- «مختصر مرآة الزمان».
- «ذيل مرآة الزمان»
- «مناقب الشيخ عبد القادر الجيلاني».[5]